# Michael Paul (Politiker)

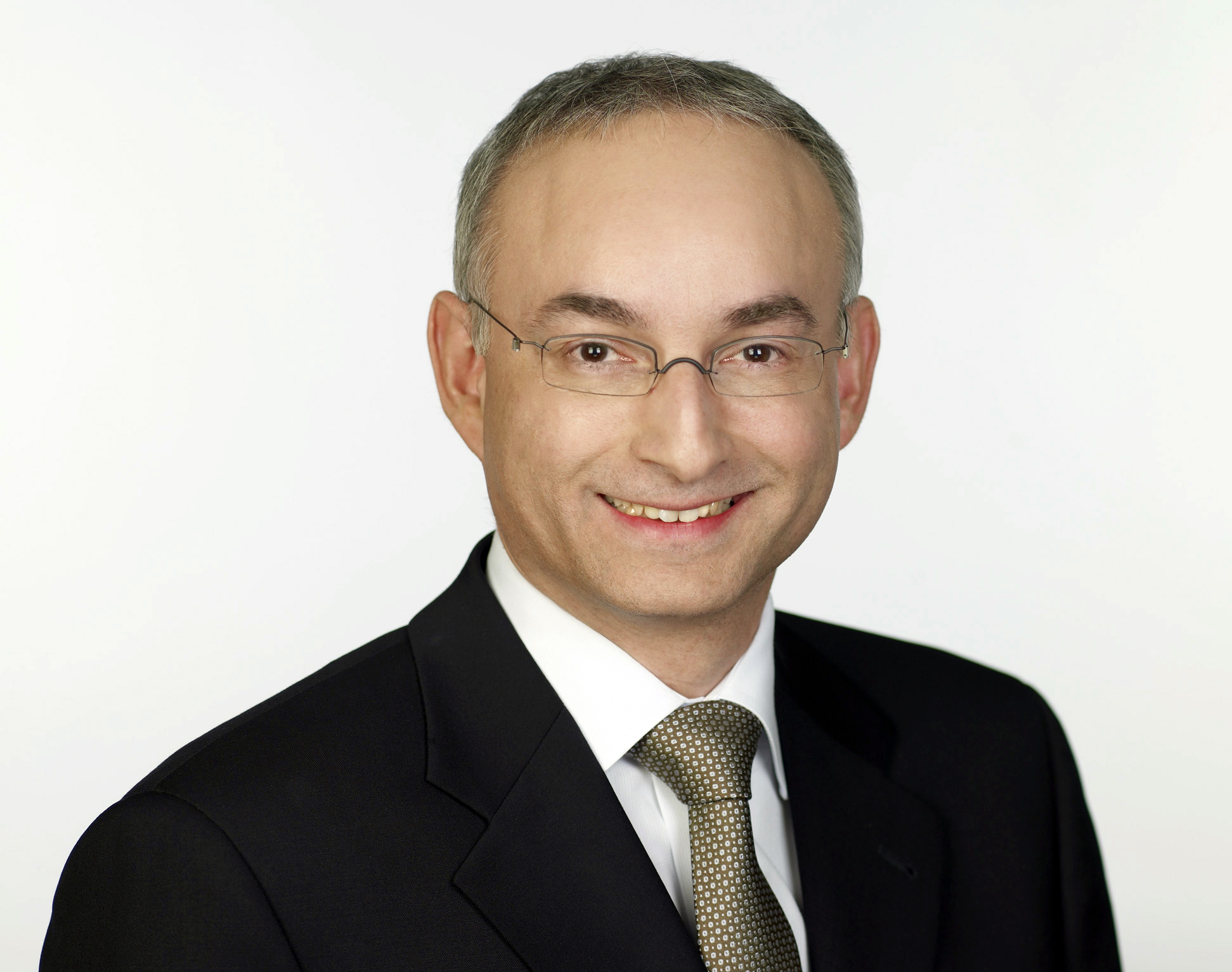
Michael Paul (2009)

Michael Paul (* 10. Februar 1964 in Jugenheim/Bergstraße) ist ein deutscher Politiker der CDU. Er war 2009–2013 Mitglied des Deutschen Bundestages.

## Leben
Der evangelisch getaufte Michael Paul besuchte von 1970 bis 1974 die Evangelische Ernst-Moritz-Arndt-Grundschule. Abitur machte er 1983 am Gymnasium Rodenkirchen. Von 1983 bis 1984 wurde er zum Wehrdienst eingezogen, den er in Münster absolvierte. Anschließend studierte er als Stipendiat der Konrad-Adenauer-Stiftung an der Universität zu Köln bis 1990 Rechtswissenschaften und Volkswirtschaftslehre. 1995 wurde er mit der Dissertation Die Mitwirkung der Bundesländer an der Rechtsetzung der EG de lege lata und de lege ferenda ebenfalls an der Universität zu Köln promoviert. Danach war er als Beamter in der Abteilung Reaktorsicherheit des Bundesumweltministeriums tätig.
Nach Abschluss des Studiums wurde Paul Mitglied der CDU. Er engagierte sich in der Kommunalpolitik und wurde Ratsmitglied und umweltpolitischer Sprecher der CDU-Ratsfraktion in Köln. Später wurde er Vorsitzender des Stadtbezirks 2 (Köln-Rodenkirchen). Vor der Bundestagswahl 2005 bewarb er sich als Wahlkreiskandidat der CDU, unterlag jedoch in einer parteiinternen Abstimmung gegen Rolf Bietmann.
Bei der Bundestagswahl 2009 wurde Paul dann als Direktkandidat für den Bundestagswahlkreis Köln II aufgestellt. Am 27. September 2009 wurde Paul nach einem Kopf-an-Kopf-Rennen mit Lale Akgün (SPD) gewählt. Dabei erreichte Paul 34,9 % der Wählerstimmen, während Akgün 32,4 % erreichte. Paul war Mitglied der Europa-Union Parlamentariergruppe Deutscher Bundestag.
Bei der Abstimmung im Juli 2011 über die Beendigung der Kernenergienutzung  bis 2022 stimmte er zusammen mit 78 weiteren Bundestagsabgeordneten gegen den Atomausstieg. Paul setzte sich als umweltpolitischer Sprecher der Unions-Fraktion für die Gasförderung mittels des umstrittenen Fracking-Verfahrens ein.
Ende September 2012 gab Paul bekannt, dass er aus familiären Gründen nicht mehr für den Bundestag 2013 kandidieren werde.  Nach Ablauf der Legislaturperiode kehrte er ins Bundesumweltministerium zurück und leitete dort bis März 2015 zusammen mit  Johannes Pastor das Referat "Recht des Bodenschutzes". Zum 15. März 2015 wurde Paul beim Kölner Stadtwerken Konzernbeauftragter in der neu geschaffenen Stabsstelle für Verbandstätigkeit und Interessenvertretung.

## Schriften
- Die Mitwirkung der Bundesländer an der Rechtsetzung der EG de lege lata und de lege ferenda. Peter Lang, Frankfurt am Main / Berlin / Bern / New York / Paris / Wien 1996, ISBN 3-631-49543-9.